# ایخووئلاس
ایخووئلاس (به اسپانیایی: Hijuelas) یک شهرستان‌ در شیلی است که در کیوتا واقع شده‌است. ایخووئلاس ۲۶۷٫۲ کیلومتر مربع مساحت و ۱۵٬۸۷۶ نفر جمعیت دارد و ۲۵۷ متر بالاتر از سطح دریا واقع شده‌است.